# Kushida-jinja
Le Kushida-jinja (櫛田神社) est un sanctuaire shinto situé à Hakata-ku, Fukuoka au Japon. Dédié à Amaterasu et Susanoo, il aurait été fondé en 757. Le sanctuaire est le point d'arrivée du festival Hakata Gion Yamakasa.